# 海别样海源菌
海别样海源菌（学名：Aliidiomarina maris）前称海海源菌，是别样海源菌的下属物种。此物种是革兰氏阴性、好氧、氧化酶阳性、过氧化氢酶阳性、不形成内生孢子、运动性、嗜温的直或微弯曲的杆状细菌。此物种用极鞭毛运动。此物种最早从南海沉积物中分离出来。此物种一开始被命名为海海源菌（Idiomarina maris），但在2014年被重新分类为别样海源菌属的物种。